# Anna Buchheim
Anna Buchheim (geboren 1965) ist eine deutsche Psychologin, Psychoanalytikerin und Hochschullehrerin.

## Leben
Anna Buchheim studierte von 1987 bis 1988 Soziologie an der Ludwig-Maximilians-Universität München. 1988 wechselte sie an die Universität Regensburg und begann ein Psychologiestudium mit dem Schwerpunkt Klinische Psychologie, welches sie 1994 mit dem Diplom abschloss. 2000 promovierte sie an der Medizinischen Fakultät der Universität Ulm zum  Dr. biol. hum. mit dem Thema Bindungsrepräsentation, Emotions-Abstraktionsmuster und Narrativer Stil: Eine computergestützte Textanalyse des Adult Attachment Interviews. Mit ihrer Habilitation im Jahr 2008 erhielt sie die Venia legendi für Psychosomatische Medizin, Psychotherapie und Medizinische Psychologie an der Medizinischen Fakultät der Universität Ulm. Ihre psychoanalytische Ausbildung absolvierte sie von 1996 bis 2004 und ist Mitglied der Deutschen Psychoanalytischen Vereinigung (DPV). 
2007 wurde sie an der Universität Innsbruck zur Professorin ernannt und hat seitdem den Lehrstuhl für Klinischen Psychologie am Institut für Psychologie inne. Von 2017 bis 2020 war sie Dekanin der Fakultät für Sportwissenschaften und Psychologie. Von 2020 bis 2023 war sie Vizerektorin für Personal. Anna Buchheim ist Leiterin des Forschungszentrums "Gesundheit und Prävention über die Lebensspanne" und Leiterin der Forschungsambulanz am Institut für Psychologie.
Seit 2009 ist sie wissenschaftliche Leiterin des psychotherapeutischen Propädeutikums in Schloss Hofen, Lochau. Seit 2016 ist sie Hauptmitglied im Psychotherapiebeirat der Österreichischen Universitätenkonferenz, stellvertretende Vorsitzende der Psychoanalytischen Arbeitsgemeinschaft Ulm e.V. sowie Mitglied des Wissenschaftlichen Beirats der Lindauer Psychotherapiewochen. Seit 2017 ist sie Mitglied des Vorstandes der Köhler-Stiftung, Bochum. Seit 2023 ist sie ordentliches Mitglied am Psychoanalytischen Seminar Innsbruck.
Sie ist Mitherausgeberin der Fachzeitschrift „Persönlichkeitsstörungen - Theorie und Therapie“ sowie wissenschaftliche Beirätin von mehreren Zeitschriften. Als Gastprofessorin lehrt sie auch an der Internationalen Psychoanalytischen Universität Berlin.

## Forschungsschwerpunkte
Schwerpunkte ihrer Forschung sind Klinische Psychologie, Psychoanalyse, Klinische Bindungsforschung, Psychotherapie- und Präventionsforschung, Gesundheitspsychologie sowie die Verbindung zu den Neurowissenschaften.

## Familie
Ihr Vater Peter Buchheim ist Psychiater und lehrte an der Klinik für Psychiatrie und Psychotherapie, Klinikum rechts der Isar der TU München. Er war von 1978 bis 2003 Mitglied der Wissenschaftlichen Leitung der Lindauer Psychotherapiewochen und von 2003 bis 2006 Mitglied des Wissenschaftlichen Beirats der Lindauer Psychotherapiewochen.

## Auszeichnungen (Auswahl)
- 2000: Promotions-Nachwuchspreis der René Spitz Gesellschaft zur Förderung der Psychoanalyse, Deutsche Psychoanalytische Vereinigung (IPA)
- 2002: Forschungspreis der Deutschen Gesellschaft für Psychiatrie, Psychotherapie und Nervenheilkunde
- 2013: Paper-Award der American Psychoanalytic Association, New York
- 2018: Wissenschaftspreis der Stiftung Südtiroler Sparkasse

## Veröffentlichungen (Auswahl)
- Bindungsforschung und psychodynamische Psychotherapie. Vandenhoeck & Ruprecht, Göttingen, 2018, ISBN 978-3-525-40612-0.
- Bindung und Exploration. Ihre Bedeutung im klinischen und psychotherapeutischen Kontext. (Reihe Lindauer Beiträge zur Psychotherapie und Psychosomatik.) Kohlhammer Verlag, Stuttgart, 2016, ISBN 978-3-170-30201-3.
- mit Marianne Leuzinger-Bohleber und Gerhard Roth (Hrsg.): Psychoanalyse, Neurobiologie, Trauma. Schattauer Verlag, Stuttgart, 2007 ISBN 978-3-794-52547-8.
- Bindungsrepräsentation, Emotions-Abstraktionsmuster und Narrativer Stil: Eine computergestützte Textanalyse des Adult Attachment Interviews, Dissertation. Hochschulschrift Universität Ulm, 2000.
- Klinische Bindungsforschung in der Psychosomatischen Medizin und Psychotherapie: Entwicklungspsychologische, emotionale und neurobiologische Korrelate der Bindung, Habilitation Universität Ulm.